# Kanton Pindal
Der Kanton Pindal befindet sich in der Provinz Loja im Süden von Ecuador. Er besitzt eine Fläche von 201,6 km². Im Jahr 2020 lag die Einwohnerzahl schätzungsweise bei 10.500. Verwaltungssitz des Kantons ist die Kleinstadt Pindal mit 1828 Einwohnern (Stand 2010).

## Lage
Der Kanton Pindal befindet sich in den westlichen Ausläufern der Anden im Westen der Provinz Loja. Der Río Alamor durchquert das Gebiet in überwiegend südwestlicher Richtung. Die Fernstraße E25 durchquert den Kanton und passiert dabei den Ort Pindal. 
Der Kanton Pindal grenzt im Süden an den Kanton Celica, im Westen an den Kanton Zapotillo sowie im Norden an den Kanton Puyango.

## Verwaltungsgliederung
Der Kanton Pindal ist in die Parroquia urbana („städtisches Kirchspiel“)
- Pindal

und in die Parroquias rurales („ländliches Kirchspiel“)
- 12 de Diciembre (Verwaltungssitz in Achiotes)
- Chaquinal
- Milagros

gegliedert.

## Geschichte
Die Gründung des Kantons Pindal wurde am 15. August 1989 im Registro Oficial N° 253 bekannt gemacht und damit wirksam.